# Denis Boyles
Denis Boyles est un écrivain américain. Il est l'auteur de nombreux essais et contribue au magazine National Review.